# دراغانا شيفيش
دراغانا شيفيش (بالسيريلية الصربية: Драгана Цвијић) مواليد 15 مارس 1990 في بلغراد، جمهورية صربيا الاشتراكية، جمهورية يوغوسلافيا الاشتراكية الاتحادية، هي لاعبة كرة يد صربية تلعب كمحور. حققت المركز الأول في ألعاب البحر الأبيض المتوسط 2013.

## سجل المنافسة
شاركت في البطولات التالية:
- بطولة العالم لكرة اليد للسيدات 2013
- بطولة أوروبا لكرة اليد للسيدات 2014

## الإنجازات
- دوري أبطال أوروبا لكرة اليد للسيدات:
  - 2012 ، 2015

## روابط خارجية
- دراغانا شيفيش على موقع الاتحاد الأوروبي لكرة اليد (الإنجليزية)